# Era d'en Serralta
L'Era d'en Serralta és una obra de Sant Joan de les Abadesses (Ripollès) protegida com a Bé Cultural d'Interès Local.

## Descripció
Espai situat a un extrem de la Vila Vella, a la part superior d'un fort marge del riu Arçamala. L'era original estava encerclada per una pallissa, la casa pairal i dos murs -un a ponent, coincidint amb el traçat de la muralla medieval en aquest sector i de la que, segurament, en forma part; i l'altre al cantó oposat, tot limitant amb el carrer Parassols i Pi. Destacava la gran arcada de pedra que aguantava la coberta de la pallissa.
L'era fou reconstruïda a principis del segle XXI. Actualment inclou una pallissa amb arcada gòtica. La coberta ha estat renovada, i gran part de la volta original ha estat substituïda per una altra de formigó, un material emprat per a la reconstrucció del mur de llevant. Hi ha un portal -sense reconstruir- que permet l'accés al conjunt.